# Chiếc đũa quyền năng: Linh hồn samurai
Chiếc đũa quyền năng: Linh hồn samurai (tựa gốc tiếng Anh: Bright: Samurai Soul) là phim điện ảnh anime năm 2021 do Ishiguro Kyōhei đạo diễn, với phần kịch bản do Yokote Michiko chấp bút. Là một phần phim ngoại truyện của Chiếc đũa quyền năng, phim có sự tham gia lồng tiếng của Nomura Yūki, Hirakawa Daisuke, Wakayama Shion, Miyavi, Sakamoto Maaya, Tsuda Kenjiro, Chafurin, Miyano Mamoru và Suzumura Kenichi. Bộ phim được thực hiện bằng phương pháp đồ họa vi tính 3D với phong cách nghệ thuật in mộc bản truyền thống của Nhật Bản.
Netflix lần đầu tiên công bố dự án anime ngoại truyện trong khuôn khổ sự kiện Tuần lễ Geeked vào tháng 6 năm 2021. Phim được phát hành trên nền tảng từ ngày 12 tháng 10 năm 2021.

## Nội dung
Năm 1868, trận chiến bảo vệ Shogun Yoshinobu Tokugawa bị chặn lại bằng phép thuật của một elf Bright. Vài năm sau trong thời kỳ Minh Trị, Izou làm bảo vệ tại một kỹ viện. Anh được cấp trên yêu cầu nhốt một cô bé elf yêu tinh tên Sonya lại để chờ người tới mua hàng. Khi đến phòng của kỹ nữ "Hoa khôi" Chihaya, Izou tiết lộ cho cô về bé gái này. Chihaya đến thăm cô bé trong phòng giam và bày tỏ mong muốn cô bé trở thành người phục vụ riêng cho mình. Trở lại phòng mình, Chihaya tiết lộ với Sonya rằng mình cũng là elf, đồng thời kể cho cô bé về một vùng đất phương Bắc có tộc elf sinh sống được gọi là Hakodate. Cùng lúc đó, một đội quân gồm orc, yêu tinh và người lùn đột kích và châm lửa đốt cháy kỹ viện, Izou đã chiến đấu với chúng. Orc Raiden được tên thủ lĩnh Tōmoku yêu cầu đánh hơi tìm ra một elf. Chihaya đã bỏ mạng khi bảo vệ Sonya khỏi Tōmoku; trước khi ra đi, Chihaya đưa trâm cài tóc của mình cho Sonya và sử dụng thần chú phép thuật. Raiden và Izou đưa Sonya và xác Chihaya thoát khỏi đám cháy.
Hôm sau, sau khi Izou làm một ngôi mộ tạm cho Chihaya, Sonya đưa ra hai chiếc kẹp tóc của Chihaya và mong muốn Izou cùng đi với cô bé tới Hakodate – Raiden cũng mong muốn tham gia cùng họ vì hắn đã chán cảnh phải đi giết thuê. Chiều hôm đó tại một quán trọ ở Fuchuu-Shuku, Tokaido, Raiden và Izou trải lòng về một chút quá khứ của cả hai. Ngày hôm sau, cả nhóm bị phục kích bởi lũ người xấu hôm trước. Cả nhóm bị đuổi đến một vách đá với dòng sông chảy xiết bên dưới. Sau khi bị bắn, Raiden và Izou rơi xuống nước, trong khi Sonya lại xuống một rìa đá.
Trong một hang động, Raiden và Izou được một Nhân mã – hay một nhà hiền triết – tên Tsukuyomi cứu sống. Tsukuyomi đọc một cuốn sách, giải thích cho cả hai về Đũa phép và Bright – những người có thể khai thác sức mạnh của những chiếc đũa này, và thường các Bright sẽ là elf. Tsukuyomi cũng đề cập đến hai phe phái theo đuổi cây đũa phép – Khiên Ánh sáng và Inferni. Raiden và Izou sau đó tới Odawara, Tokaido và biết được nhiều vụ mất tích của các elf tại ngôi làng này. Izou tới một ngôi đền và gặp một người phụ nữ giống hệt Chihaya tên là Anna, và trên thực tế đây lại là chị gái song sinh của Chihaya – một người thuộc phe Khiên Ánh sáng. Trong khi đó, Raiden tìm thấy quần áo cũ của Sonya trên xe tải của một người bán vải lanh, mà theo người bán hàng kể thì anh mua lại nó từ một điền trang ở Yamanoe. Tại Đền thờ, chị gái của Chihaya tiết lộ chiếc trâm cài tóc của Chihaya thực chất là một Đũa phép. Khi họ đi đến điền trang của bọn Inferni, tên thủ lĩnh phe này đã đưa Sonya lên xe ngựa, và ngay sau đó bị nhóm của Izou chặn lại. Izou nhận ra người đàn ông đứng đầu phe Inferni chính là người thầy cũ Kōketsu. Sau cuộc ẩu đả bất thành, cả nhóm đi xe ngựa đến bến cảng, nơi thuyền của bọn Inferni được cho là đang ở và nó sẽ đưa Sonya về quê hương chúng.
Izou và Raiden xoay sở lên thuyền Inferni và đối phó với bọn thuộc hạ Inferni. Raiden kết liễu Tōmoku, nhưng với sức lực cuối cùng của mình, Tōmoku đã giết Raiden bằng phát súng vào mặt anh. Izou tìm kiếm và giải cứu Sonya rồi bị phục kích bởi Kōketsu và bị Kōketsu giết. Quá đau khổ, Sonya đến gần xác của Izou, tìm thấy cây đũa phép trên người anh và sử dụng nó để hồi sinh Izou. Anna lên tàu Inferni và nhận ra rằng Sonya thực sự là một Bright. Kōketsu trong trạng thái sững sờ kinh hoàng đã yêu cầu Sonya giao cây đũa phép. Sonya từ chối và sử dụng cây đũa phép để làm bốc hơi Kōketsu. Vài ngày sau, Izo và Raiden tiễn Sonya khi cô bé rời đi cùng Anna. Izou ném cái trâm cài – tức cây Đũa phép – xuống biển và tuyên bố rằng con người sẽ tự giải quyết các vấn đề của họ theo cách riêng của họ. Raiden đồng ý vì đó cũng là cách loài orc phải làm.

## Lồng tiếng
- Nomura Yūki vai Izou
- Hirakawa Daisuke vai Raiden
- Wakayama Shion vai Sonya
- Miyavi vai Kōketsu
- Sakamoto Maaya vai Chihaya
- Tsuda Kenjiro vai Tōmoku
- Chafurin vai Tsukuyomi
- Miyano Mamoru vai Rōshu
- Suzumura Kenichi vai Ōkubo

## Sản xuất
Netflix lần đầu tiên công bố dự án anime ngoại truyện trong khuôn khổ sự kiện Tuần lễ Geeked vào tháng 6 năm 2021. Ishiguro Kyōhei được xác nhận là đạo diễn của phim, với phần kịch bản do Yokote Michiko chấp bút và phần thiết kế nhân vật do Yamagata Atsushi đảm nhiệm. Arect sẽ đóng vai trò hãng phim hoạt hình. Tháng 9 năm 2021, dàn diễn viên của bộ phim đã được tiết lộ với ngôi sao Nomura Yūki – trong vai diễn lồng tiếng đầu tay của anh – cùng với Hirakawa Daisuke và Wakayama Shion; và ngay sau đó, Simu Liu, Fred Mancuso và Harada Yuzu được xác nhận sẽ lồng tiếng cho phiên bản lồng tiếng Anh. Miyavi cũng sẽ đảm nhiệm một nhân vật trong phim. Bộ phim được thực hiện bằng phương pháp đồ họa vi tính 3D với phong cách nghệ thuật in mộc bản truyền thống của Nhật Bản.